# Paranemastoma mackenseni
Espèce
Synonymes
- Nemastoma mackenseni Roewer, 1923

Paranemastoma mackenseni est une espèce d'opilions dyspnois de la famille des Nemastomatidae.

## Distribution
Cette espèce se rencontre en Serbie et en Albanie.

## Description
Les syntypes mesurent 4 mm.

## Systématique et taxinomie
Cette espèce a été décrite sous le protonyme Nemastoma mackenseni par Roewer en 1923. Elle est placée dans le genre Paranemastoma par Schönhofer en 2013.

## Publication originale
- Roewer, 1923 : Die Weberknechte der Erde. Systematische Bearbeitung der bisher bekannten Opiliones. Gustav Fischer, Jena, p. 1-1116 (texte intégral).